# فريدا فريزر
فريدا فريزر (بالإنجليزية: Frieda Fraser)‏‏ (30 أغسطس 1899 – 29 يوليو 1994) هي طبيبةٌ وعالمة وأكاديمية كندية، اشتهرت بأبحاثها حول الحمى القرمزية والسَّل. بعد إكمالها لدراستها الطبية في جامعة تورنتو عام 1925، قامت بإكمال فترةٍ تدريبية لمدة عامين في الولايات المتحدة الأمريكية، حيثُ عملت ودرست في مانهاتن وفيلادلفيا، وبعد ذلك، أجرت بحثًا في مختبرات كونوت، وقد ركزت فيهِ على الأمراض المعدية، فقدمت مساهماتٍ هامة في عصرِ ما قبل البنسلين، حيثُ عزلت سلالاتٍ من البكتيريا العقدية المُحتمل إحداثُها للمرض. منذ عام 1928، حاضَرَت فريدا في الطب الوقائي في قسم الصحة العامة التابع لجامعة تورنتو، حيثُ استمرت في مسيرتها من مُساعدِ تدريس إلى بروفيسورٍ متفرغٍ بحلول عام 1955. في حوالي عام 1917، التقت فريدا في الكُلية بشريكِ حياتها إديث ويليامز، وعلى الرغم من محاولات عائلاتهم بإبقائهم مُنفصلين، إلا أنَّ العلاقة بينهما امتدت حتى وفاة إديث عام 1979، وقد تم الحفاظ على المراسلات بين الاثنتين باعتباره إرثٍ مهمًا لتاريخ مثليات الجنس في كندا.

## بداية حياتها
إيثل فريدا فريزر ولدت في 30 أغسطس 1899 في يورك، تورنتو، أونتاريو، كندا. لوالدها ويليام هنري فريزر ووالدتها هيلين (نيي تسان). من غير المعروف متى بدأت مناداتها فريدا هيلين فريزر. كان والدها خريج جامعة تورنتو (U of T) وكان من أهالي أونتاريو الأصليين، ثم قام بالتدريس في كلية أوبر في كندا قبل أن يعين محاضرًا في اللغة الإسبانية و الإيطالية في جامعة تورنتو. كان يؤلف بغزارة الكتب المدرسية والتي كانت تستخدم في المدارس الريفية لسنوات عديدة. كانت والدتها مواطنة ألمانية وكان جميع أبنائهم، ويليام كاسبر، دونالد وفريدا يتكلمون الألمانية والفرنسية. درست فريزر في المنزل حتى عام 1914 حيث التحقت بكلية هافرغال. توفي والدها في 1916 وأصبح شقيقها دونالد ذات تأثير مشجع وداعم لها،. ففي عام 1917 دخلت فريزر إلى كلية الفيزياء والبيولوجيا في الجامعة. خلال سنواتها الجامعية انضمت فريزر إلى نادي الطالبات (كابا ألفا ثيتا) حيث تعرفت على إديث ويليامز. أنهت دراستها الجامعية في 1922، ثم تسجلت في كلية الطب وحصلت على البكالوريوس عام 1925. (هيرس) هي الدرجة الأولى والتي كانت تلزم الطلاب بإنهاء 6 سنوات من الدراسة الطبية في حصص محدودة تجد من عدد السيدات اللاتي من الممكن أن يشاركن. وبسبب قلة عدد المستشفيات التي تقبل النساء في التدريب، سافرت فريزر إلى نيويورك، الولايات المتحدة الأمريكية في صيف عام 1925 لتبدأ بالتدريب في مستشفى نيويورك للنساء والأطفال.

## فترة التدريب في الخارج
في عام 1924 بدأت فريزر عملها في التوليد والأمراض النسائية حيث كان يتطلب عملها أن تزور المرضى من المهاجرين في الشقق الصغيرة في الجهة الشرقية السفلى. يجدر بالذكر أن التدريب الوحيد المتاح لها كان OBGYN أو اختصاص الأمراض النسائية أو اللوزتين لدى الأطفال. كان لدى فريزر فكرة بسيطة عن التنوع العرقي الموجود لدى مرضاها وظروف حياتهم من البؤس والفقر، وساهم تأثرها بدراسات تحسين النسل في ارتباط ممارساتها الطبية بالأصل العرقي. كانت مقتنعة أن المعلومات المعروفة والمتداولة عن تنظيم النسل أو تحديده قليلة بالنسبة للأطباء والمرضى على حد سواء، فأصبحت تبحث في مصادر غير طبية مما حولها فيما بعد إلى مؤيدة ومدافعة عن تنظيم النسل. بعد وصولها إلى نيويورك بوقت قصير استأنفت فريزر المراسلات مع إديث ويليامز والتي ستصبح شريكة حياتها فيما بعد. على الرغم من مساعي والدتي ويليامز وفريزر لإبقائهما بعيدًا عن بعضهم، رفضتا التخلي عن علاقتهما، حيث قامت عائلة ويليامز بإرسالها إلى إنكلترا وهددت عائلة فريزر أن استمرار هذه العلاقة سيهدد علاقتها العائلية بالانتهاء.
عندما كانت فريزر طبيبة متربة أقنعتها التجارب أنها تفضل العمل في البحث الطبي على الممارسة الفعلية مع المرضى. بعد زيارة قصيرة إلى تورنتو لزيارة والدتها وشقيقها دونالد، انتقلت فريزر إلى فيلادلفيا بعد أن أنهت تدريبها في عام 1926. بدأت فريزر تدريبها بعد الدكتوراه تحت إشراف مورييل ماكفيدران في معهد فيبس للدراسة والعلاج والوقاية من السل في يناير 1927، في ولاية بنسلفانيا، في تخصص علم الجراثيم. عاشت في شقتها الخاصة في فيلادلفيا وكان عليها أن تكافح من أجل أن تكون مقبولة كطبيبة وتكون قادرة على مقابلة المرضى. كانت تجاربها في التدريب مختلفة بشكل ملحوظ عن تلك في نيويورك، حيث عاشت في المستشفى وكان الجميع في الغالب من النساء. في مارس 1927، عرض على فريزر العمل في مختبرات كونوت، وهي منشأة أبحاث متخصصة لتطوير اللقاحات حيث عمل شقيقها أيضًا.
قبول هذا العمل مباشرة بعد انتهاء تدريبها الطبي كان يعني عدم القدرة على الالتحاق بـ ويليامز في إنكلترا. كانت ويليامز تأمل أن تنضم إليها فريزر، فمن الممكن أن يكونوا قادرين على العيش معًا هناك، لكن مع امكانية العودة إلى تورونتو، لن يكون ذلك ممكنًا.

## العودة إلى كندا
في عام 1928، عادت فريزر إلى تورنتو و تولت منصبها في مركز الأبحاث، وعملت في ذات الوقت كمعيدة في قسم الصحة والطب الوقائي. كانت واحدة من أعضاء هيئة التدريس المؤسسين لمدرسة الصحة في جامعة تورنتو (U of T). جعلت من منزلها مسكنًا لها وشقيقها دونالد. انتقلت وليامز التي عادت أيضًا من إنجلترا للعيش مع والدتها. على الرغم من أن المرأتين أرادتا أن تعيشا معًا وتربيا وتواصلا حياتهما المهنية إلا أنهم كانوا غير راغبات بإخفاق التزاماتهم تجاه أمهاتهم. أدركوا أيضًا أنه على الرغم من كونهن من الطبقة الوسطى وعاملات، تسبب عدم المساواة الاقتصادية في رواتبهم في إضعاف قدرتهم على إعالة أنفسهم مما أظهر حاجتهم إلى البقاء في ظل النعمة لعائلاتهم للحصول على الدعم. عندما تم توريث ويليامز مزرعة بالقرب من أورورا، أونتاريو، اعتقد الثنائي أنها قد تصبح ملاذًا لهم، ولكن عندما تقدمت وليامز بطلبات للحصول على دورات في مدرسة أونتاريو للزراعة، رفضت بسبب امتلاء الدورات. عاشوا منفصلين ولكن على بعد 30 دقيقة سيراً على الأقدام من بعضهم البعض في مساكن مختلفة ولفترة طويلة. نجحت فريزر في إجراء فحوصاتها الطبية وأصبحت مرخصة وذلك بحلول عام1931، بعد عامين أصبحت فريزر محاضرًا غير متفرغ، ثم تمت ترقيتها في عام 1934 إلى محاضر متفرغ في القسم. في ذات الفترة تقريبًا وفي عام 1933، انتقلت ويليامز إلى مزرعتها بشكل كامل وأصبحت تأتي إلى تورنتو في عطل نهاية الأسبوع فقط. في عام 1937، تم قبولها أخيرًا في كلية أونتاريو البيطرية وفي نفس العام توفيت والدة فريزر. تخرجت ويليامز في عام 1941 وبدأت ممارسة الطب البيطري، ولأول مرة استطاعت المرأتان الانتقال إلى منزل مشترك في تورنتو. أخذوا طفلًا بالتبني (جيني رود) لاجئة حرب من إنجلترا، بقيت معهم حتى نهاية الحرب. أدى تصاعد رهاب المثلية خلال سنوات الحرب، التي استمرت في الخمسينيات والستينيات، على إجبار الثنائي إخفاء الطبيعة الحميمة لعلاقتهما وتقديم علاقة غامضة بالمجتمع الأكبر، وحصر حياتهما الاجتماعية على أولئك الذين يعرفونهم بشكل مقرب.

## العمل
عملت فريزر في أبحاثها بشكل رئيسي في الأمراض المعدية ودراسة العدوى العامة، والحمى النفاسية والحمى القرمزية و التهاب الحلق عدا باقي أنواع الالتهابات البكتيرية الأخرى. بدأت دراسات حول الحمى القرمزية في أوائل الثلاثينيات وإلى جانب الدكتورة هيلين بلومر قامت بعزل الرواسب الموجودة في سلالات العقديات التي يحتمل أن تؤدي إلى المرض، كانت هذه النتائج مهمة في تحديد أنواع مضادات السموم التي يمكن استخدامها للتحصين والحماية ضد المرض. نوع البحث الذي قامت به فريزر كان مطلوبًا عزل بكتيريا المرض التي كونت التوكسن أو السم بحيث يمكن حقنه في حصان، الحقن المتكرر للجرعات الصغيرة من السم سمحت للحصان بأن يصبح محصن ضد المرض. يحتوي المصل الناتج من دم الحيوانات التي تم تحصينها على جسم مضاد (يُعرف في ذلك الوقت باسم مضادات السموم أو antitoxin) والذي يمكن حقنه بعد ذلك في البشر لعلاج المرض. جعل تطوير السلفوناميدات (عقاقير السلفا مركبات عضوية تخليقية مشتقة من السلفانيلاميد) التطعيم ضد الحمى القرمزية غير ضروري لكنها استمرت في دراسة جوانب أخرى من المرض. في عام 1941 كتبت عن المكورات العقدية للحمى القرمزية التي كانت طفرة مهمة لـ تتبع وبائيات المرض. أجرت فريزر أيضًا أبحاثًا في محاولة لتطوير مستضد لمرض السل. مع تطور البنسلين حولت أبحاثها بعد عام 1947 للتركيز على دراسة المضادات الحيوية بما في ذلك باسيتراسين والبنسلين وبوليمكسين والسبتلين.
درست فريزر المستحضرات المختلفة للبنسلين ضد عصية السل و كعلاج لمرض السيلان. بعد أن ارتقت إلى أستاذ مساعد ثم إلى أستاذ مشارك، أصبحت فريزر أستاذة كاملة في عام 1949، لما تبقى من حياتها المهنية استمرت في تدريس الطب الوقائي لطلاب بكالوريوس العلوم أو درجة تمريض. في عام 1955 تم تعيين فريزر كأستاذة في علم الأحياء المجهرية وشغلت هذا المنصب حتى تقاعدها بعد عقد من الزمن.
جعل تطوير السلفوناميدات (sulfonamides) التطعيم ضد الحمى القرمزية غير ضروري، لكنها استمرت في دراسة جوانب أخرى من المرض. عام 1941 كتبت حول المكورات العقدية للحمى القرمزية التي كانت شيئاً جديداً لتتبع وبائيات المرض. أجرت فريزر أيضاً أبحاثًا في محاولة لتطوير مصل للسل مع تطور البنسلين، تحولت أبحاثها بعد عام 1947 إلى التركيز على دراسة المضادات الحيوية بما في ذلك باسيتراسين والبنسلين وبوليمكسين وسبتيلين. درست فريزر المستحضرات المختلفة للبنسلين ضد عصية السل وكعلاج لمرض السيلان. وعام 1949 وبعد تدرجها من مدرس مساعد ومدرس بوقت جزئي أصبحت بروفيسور مدرساً للطب الوقائي للحصول على شهادة في العلوم أو التمريض لما تبقى من حياتها المهنية. عام 1955 عُينت فريزر بصفة بروفيسور في علم الأحياء المجهرية وشغلت هذا المنصب حتى تقاعدها بعد عقد من الزمن.

## العمل لاحقًا والتقاعد
في عام 1959 اشترى الثنائي منزلًا يقع في بيرلينجتون كريسنت في تورنتو، بالقرب من عيادة إديث وعاشا هناك حتى تقاعدهما، في عام1965 تقاعدت كلتاهما وباعا منزلهما في تورنتو، وانتقلتا إلى منزل المزرعة الذي تملكه عائلة فريزر في بيرلينجتون، أونتاريو. تقع المزرعة في محيط رائع للغاية على جرف نياجارا Niagara Escarpment، بالقرب من ممشى أو طريق بروس Bruce Trail، فريزر التي كانت تستمتع بالحدائق، كانت تهتم بالأرض، بينما تستمتع ويليامز بتحضير الطعام للضيوف المتكررين لأنها كانت طباخة ماهرة. بعد أن أصبحت مهتمة بتسلق الجبال استمتعت ويليامز بممارسة هذه الهواية واستمتعت كلتاهما برحلات استكشافية مما سمح لهما بالخروج إلى الأجواء الطبيعية، توجد في محفوظاتهم العديد من الصور التي التقطت مع مجموعات من النساء في رحلات التخييم ورحلات الزوارق. عانت ويليامز من سكتة دماغية شديدة قرب نهاية عام 1976 ولم تتماثل للشفاء بشكل كامل مما تطلب علاجًا متكررًا في مستشفى الملكة إليزابيث، كانت فريزر يوميًا تقود سيارتها من برلينغتون لزيارة ويليامز. توفيت ويليامز في عام 1979 بعد سلسلة من السكتات الدماغية الإضافية وعادت فريزر إلى المنزل في بيرلينجتون، وبعدها بسنوات توفيت بعد ثلاثة أسابيع من دخولها دار لرعاية المسنين حيث وضعتها عائلتها هناك.

## الوفاة والإرث
توفيت فريزر في 29 يوليو 1994 في دار لرعاية المسنين في بيرلينجتون، أونتاريو. خلال حياتها أصبحت فريزر متبرعة للفنانة الكندية فرانسيس م. غيج، ووافقت على تمويل غيج لمدة عامين من تعليمها في رابطة طلاب الفن في نيويورك. عملت غيج في عيادة ويليامز البيطرية، وجاء مجهود موهبتها النحتية من خلال أصدقائها المشتركين فرانسيس لورنج وفلورنسا وايل.
تبرعت عائلة فريزر بأوراق الثنائي لأرشيف جامعة تورنتو، تغطي المراسلات الفترة من 1925 إلى 1941، وهي الفترة التي كان الثنائي فيها غير قادرين على العيش معًا.(44) حتى عام 2001، كانت المجموعة أرشيفًا مغلقًا ولا يمكن الوصول إليها إلا بإذن عائلي. يحتوي الأرشيف على ما يقرب من ألف حرف وهو (واحد من أكبر المجموعات المعروفة التي تعرض بالتفصيل تجارب الحياة الجنسية للمرأة في أوائل القرن العشرين بأمريكا الشمالية). لم تشر المرأتان إلى أنفسهم على أنهما مثليات، رغم درايتهما بهذا المصطلح. بالنظر إلى المعيار الثقافي لوقتهم الذي يصور الأزواج من نفس الجنس على أنهم مرضى، فقد أشاروا إلى أنفسهم على أنهم (نساء مخلصات) مما جعلهن يتميزن بأنهن لم يكن فاسدات لكنهن اخترن شراكتهن. استخدموا رسائلهم لإنشاء وتحديد علاقتهم ومناقشة صراحة ليس فقط الشراكات من نفس الجنس ولكن لتقييم ما اعتقدوا حول جاذبيتهم. رفض كلاهما نظريات فرويد والنظرية العلمية الزائفة التي دافعت عن نظام طبيعي يحكم تصرفات الإنسان بدلاً من ذلك، كانتا تعتقدان بأن جاذبيتهما كانت بيولوجية وفطرية، ولم تتأثر بالحياة الخاطئة أو كره الذات. مجموعة الرسائل هي أرشيف مهم للدراسة التاريخية لكيفية تطوير الهوية الجنسية والاعتراف بها في السياق المزامن للعصر  وهي مجموعة فريدة من نوعها حيث أن معظم المحفوظات لم تكن لتنجو.